# Puchar Ukrainy w piłce nożnej (2008/2009)
Puchar Ukrainy 2008/2009 (oficjalna nazwa: DataGroup Puchar Ukrainy w piłce nożnej, ukr. Datagroup-Кубок України з футболу) - XVIII rozgrywki ukraińskiej PFL, mające na celu wyłonienie zdobywcy krajowego Pucharu, który zakwalifikuje się tym samym do Ligi Europy UEFA sezonu 2009/10. Sezon trwał od 16 lipca 2008 do 31 maja 2009.
W sezonie 2008/2009 rozgrywki te składały się z:
- I rundy wstępnej,
- II rundy wstępnej,
- meczów 1/16 finału, w której dołączyły zespoły Premier Lihi sezonu 2007/2008,
- meczów 1/8 finału,
- dwumeczów 1/4 finału,
- dwumeczów 1/2 finału,
- meczu finałowego.

## Drużyny
Do rozgrywek Pucharu przystąpiło 61 klubów Premier, Pierwszej i Drugiej Lihi oraz Zdobywca
Pucharu Ukrainy 2008 roku spośród drużyn amatorskich.
| Kluby Premier Lihi: | Kluby Pierwszej Lihi: | Kluby Druhiej Lihi: | Zdobywca Pucharu Ukrainy spośród drużyn amatorskich: |
| - Arsenał Kijów - Czornomoreć Odessa - Dnipro Dniepropietrowsk - Dynamo Kijów - FK Charków - FK Lwów - Ilicziwiec Mariupol - Karpaty Lwów - Krywbas Krzywy Róg - Metalist Charków - Metałurh Donieck - Metałurh Zaporoże - Szachtar Donieck - Tawrija Symferopol - Worskła Połtawa - Zoria Ługańsk | - Desna Czernihów - Dnister Owidiopol - Enerhetyk Bursztyn - Feniks-Iliczowiec Kalinine - Helios Charków - IhroSerwis Symferopol - Kniaża Szczasływe - Komunalnyk Łuhańsk - Krymtepłycia Mołodiżne - Naftowyk-Ukrnafta Ochtyrka - Obołoń Kijów - FK Ołeksandrija - PFK Sewastopol - Prykarpattia Iwano-Frankiwsk - Stal Ałczewsk - Wołyń Łuck - Zakarpattia Użhorod | - Arsenał Biała Cerkiew - Arsenał Charków - Bastion Iljiczewsk - Bukowyna Czerniowce - CSKA Kijów - Dnipro Czerkasy - Dnipro-75 Dniepropietrowsk - FK Korosteń - FK Połtawa - Hirnyk Krzywy Róg - Hirnyk-Sport Komsomolsk - Jawir Krasnopole - Jedność Płysky - Kremiń Krzemieńczuk - Nafkom Browary - Nywa Tarnopol - Nywa Winnica - Olimpik Donieck - Ołkom Melitopol - Podillia-Chmelnyćkyj Chmielnicki - Roś Biała Cerkiew - Stal Dnieprodzierżyńsk - Szachtar Swierdłowsk - Tytan Armiańsk - Tytan Donieck - Weres Równe - Zirka Kirowohrad | - Jedność-2 Płysky                                   |

## Terminarz rozgrywek

### I runda wstępna (1/64)
Mecze rozegrano 16 lipca 2008.
Klub Kremiń Krzemieńczuk przeszedł do następnej rundy na zasadzie
"wolnego losu", ponieważ Bukowyna Czerniowce wycofała się z
rozgrywek Pucharu Ukrainy.
| Weres Równe                      | 0:1 | FK Korosteń                |                              |
| Jedność-2 Płysky                 | 3:0 | Hirnyk-Sport Komsomolsk    |                              |
| Arsenał Biała Cerkiew            | 3:1 | Szachtar Swierdłowsk       | mecz rozegrano w Obuchowie   |
| FK Połtawa                       | 4:1 | Arsenał Charków            |                              |
| Kremiń Krzemieńczuk              | +:- | Bukowyna Czerniowce        |                              |
| Podillia-Chmelnyćkyj Chmielnicki | 4:0 | Nafkom Browary             |                              |
| Ołkom Melitopol                  | 2:0 | Dnipro-75 Dniepropietrowsk |                              |
| Tytan Donieck                    | 0:1 | Jedność Płysky             |                              |
| Nywa Winnica                     | 3:1 | Tytan Armiańsk             | dod.                         |
| Stal Dnieprodzierżyńsk           | 2:0 | Nywa Tarnopol              |                              |
| Roś Biała Cerkiew                | 1:3 | Bastion Iljiczewsk         | mecz rozegrano w Borodziance |
| Zirka Kirowohrad                 | 1:0 | Jawir Krasnopole           |                              |
| Olimpik Donieck                  | 4:1 | Hirnyk Krzywy Róg          |                              |

### II runda wstępna (1/32)
Mecze rozegrano 6 sierpnia 2008 z wyjątkiem meczu Olimpik Donieck - Zirka Kirowohrad, który odbył się 4 sierpnia.
| 4 sierpnia 2008                  |     |                            |                            |
| Olimpik Donieck                  | 0:4 | Zirka Kirowohrad           |                            |
| 6 sierpnia 2008                  |     |                            |                            |
| Ołkom Melitopol                  | 4:0 | Jedność Płysky             |                            |
| Bastion Iljiczewsk               | 2:3 | Nywa Winnica               | dod.                       |
| Dnipro Czerkasy                  | 2:3 | Stal Ałczewsk              | dod.                       |
| Kremiń Krzemieńczuk              | 1:1 | Komunalnyk Łuhańsk         | dod., k. 2:4               |
| FK Korosteń                      | 1:3 | Kniaża Szczasływe          |                            |
| Podillia-Chmelnyćkyj Chmielnicki | 1:2 | Helios Charków             | dod.                       |
| CSKA Kijów                       | 2:1 | FK Połtawa                 | dod.                       |
| Zakarpattia Użhorod              | 4:2 | Wołyń Łuck                 | mecz rozegrano w Mukaczewo |
| Prykarpattia Iwano-Frankiwsk     | 0:3 | Krymtepłycia Mołodiżne     |                            |
| Enerhetyk Bursztyn               | 0:1 | IhroSerwis Symferopol      |                            |
| Jedność-2 Płysky                 | 2:4 | Dnister Owidiopol          |                            |
| Stal Dnieprodzierżyńsk           | 0:2 | FK Ołeksandrija            |                            |
| Arsenał Biała Cerkiew            | 1:3 | Desna Czernihów            | mecz rozegrano w Obuchowie |
| PFK Sewastopol                   | 1:2 | Feniks-Iliczowiec Kalinine | dod.                       |
| Obołoń Kijów                     | 3:1 | Naftowyk-Ukrnafta Ochtyrka |                            |

### 1/16 finału
Mecze rozegrano w dniach od 12 września do 14 września 2008.
| 12 września 2008           |     |                         |                              |
| Ilicziwiec Mariupol        | 0:3 | Szachtar Donieck        |                              |
| 13 września 2008           |     |                         |                              |
| Desna Czernihów            | 1:4 | FK Charków              |                              |
| Feniks-Iliczowiec Kalinine | 2:1 | Krywbas Krzywy Róg      |                              |
| CSKA Kijów                 | 0:3 | Tawrija Symferopol      | mecz rozegrano w Borodziance |
| Kniaża Szczasływe          | 0:2 | FK Lwów                 | mecz rozegrano w Dobromilu   |
| Komunalnyk Łuhańsk         | 0:3 | Arsenał Kijów           |                              |
| Helios Charków             | 0:1 | Zakarpattia Użhorod     | mecz rozegrano w Krasnokucku |
| Ołkom Melitopol            | 0:5 | Dynamo Kijów            |                              |
| Metałurh Zaporoże          | 2:3 | Metałurh Donieck        |                              |
| Krymtepłycia Mołodiżne     | 1:3 | Dnipro Dniepropietrowsk | dod.                         |
| Zirka Kirowohrad           | 0:1 | Worskła Połtawa         |                              |
| Dnister Owidiopol          | 1:4 | Metalist Charków        |                              |
| 14 września 2008           |     |                         |                              |
| Obołoń Kijów               | 1:0 | Czornomoreć Odessa      | dod.                         |
| FK Ołeksandrija            | 1:0 | Karpaty Lwów            |                              |
| IhroSerwis Symferopol      | 0:2 | Zoria Ługańsk           |                              |
| Nywa Winnica               | 1:4 | Stal Ałczewsk           |                              |

### 1/8 finału
Mecze rozegrano 28 i 29 października 2008.
| 28 października 2008       |     |                         |                         |
| Obołoń Kijów               | 1:4 | Worskła Połtawa         |                         |
| 28 października 2008       |     |                         |                         |
| Dynamo Kijów               | 2:0 | Zoria Ługańsk           |                         |
| Zakarpattia Użhorod        | 1:4 | Szachtar Donieck        |                         |
| Metalist Charków           | 3:1 | Arsenał Kijów           |                         |
| Feniks-Iliczowiec Kalinine | 0:2 | Tawrija Symferopol      |                         |
| FK Ołeksandrija            | 1:1 | Dnipro Dniepropietrowsk | k. 6:5                  |
| Stal Ałczewsk              | 2:0 | FK Lwów                 |                         |
| FK Charków                 | 0:2 | Metałurh Donieck        | mecz rozegrano w Sumach |

### 1/4 finału
Pierwsze mecze rozegrano 11 i 12 listopada 2008.
| 11 listopada 2008  |     |                  |  |
| FK Ołeksandrija    | 1:2 | Szachtar Donieck |  |
| 12 listopada 2008  |     |                  |  |
| Metałurh Donieck   | 0:1 | Worskła Połtawa  |  |
| Stal Ałczewsk      | 1:4 | Dynamo Kijów     |  |
| Tawrija Symferopol | 1:2 | Metalist Charków |  |

### 1/2 finału
Pierwsze mecze rozegrano 22 kwietnia, według regulaminu jeśli nie zostanie rozstrzygnięty to rewanże 13 maja 2009.
|                  | 1 mecz | 2 mecz | Suma |                 |  |
| ---------------- | ------ | ------ | ---- | --------------- |  |
| Metalist Charków | 0:0    | 0:2    | 0:2  | Worskła Połtawa |  |
| Szachtar Donieck | 1:0    | -      | 1:0  | Dynamo Kijów    |  |

### Finał
Mecz finałowy rozegrano 31 maja 2009 na stadionie Dnipro w Dniepropietrowsku. Po raz drugi finał odbył się nie w stolicy Kijowie.
| Worskła Połtawa | 1:0 | Szachtar Donieck |

| Zdobywca Pucharu Ukrainy 2008/09 |
| -------------------------------- |
| Worskła Połtawa 1 tytuł          |
| złoto                            |

## Najlepsi strzelcy
Stan na 31 maja 2009
| Miejsce | Kraj    | Piłkarz              | Klub                                       | Mecze | Bramki(karne) |
| ------- | ------- | -------------------- | ------------------------------------------ | ----- | ------------- |
| 1       | Ukraina | Andrij Jarmołenko    | Dynamo Kijów                               |       | 5             |
| 2       | Ukraina | Wasyl Saczko         | Worskła Połtawa                            |       | 4             |
| 3       | Ukraina | Ołeksandr Akymenko   | Stal Ałczewsk                              |       | 3             |
|         | Ukraina | Rusłan Jarosz        | Zakarpattia Użhorod                        |       | 3             |
|         | Ukraina | Kostiantyn Dudczenko | Ołkom Melitopol/Dynamo Kijów               |       | 3             |
|         | Ukraina | Wołodymyr Homeniuk   | Tawrija Symferopol/Dnipro Dniepropietrowsk |       | 3             |